# Spornitz
Spornitz es un municipio situado en el distrito de Ludwigslust-Parchim, en el estado federado de Mecklemburgo-Pomerania Occidental (Alemania), a una altitud de 82 metros. Su población a finales de 2016 era de 1284 habs. y su densidad poblacional, 26 hab/km².

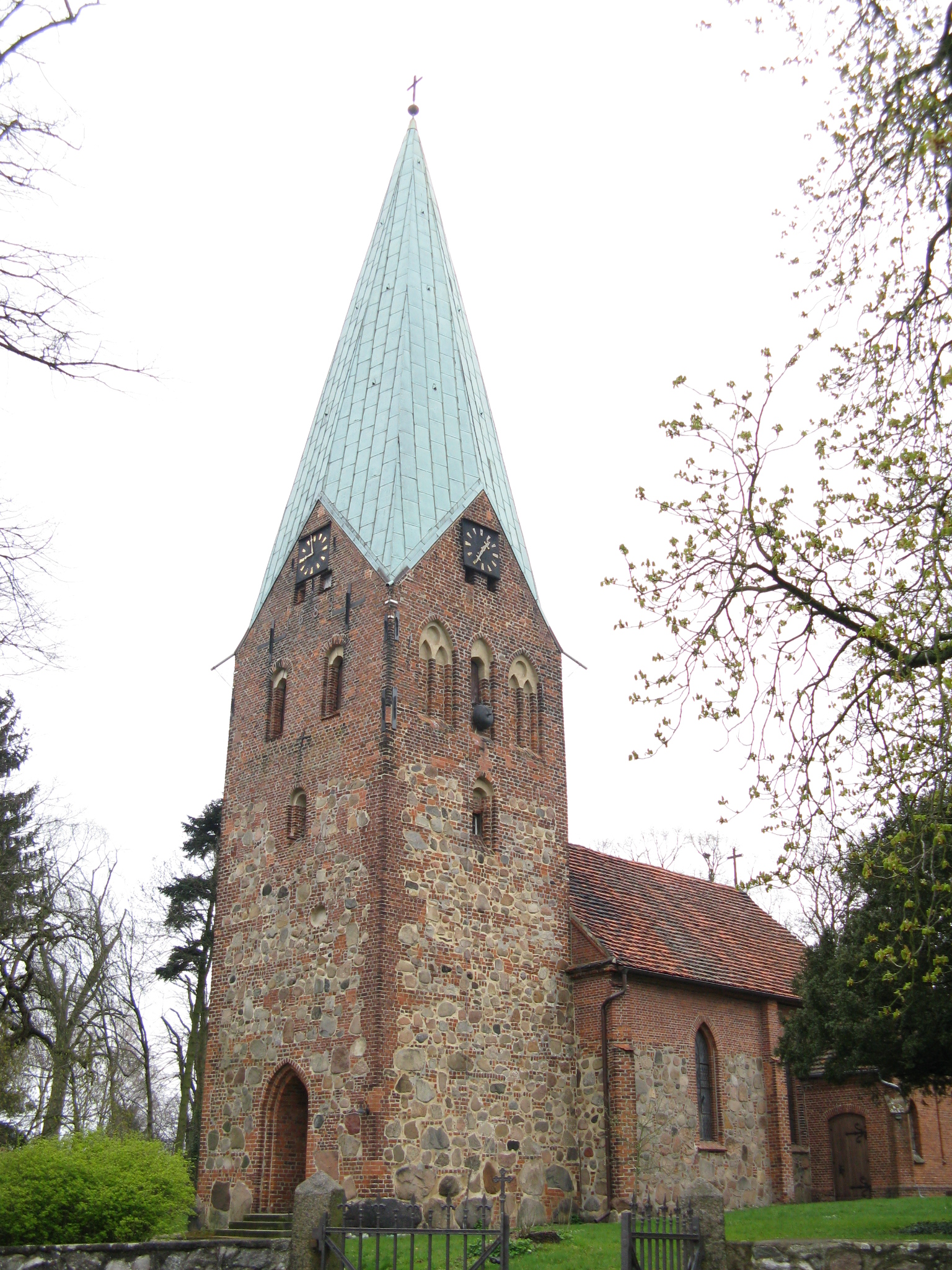
Iglesia de Spornitz